# Ettore Ovazza
Ettore Ovazza (né le 21 mars 1892 à Turin et mort le 11 octobre 1943 à Intra, Verbania) était un banquier et homme d'affaires italien d'origine juive, ayant pris parti pour le fascisme.

## Biographie
Ettore Ovazza est le fils d'Ernesto Ovazza, Juif italien propriétaire d'une banque à Turin (1866-1923). Il participe à la Première Guerre mondiale en tant que lieutenant d'artillerie, et participe à la bataille de Caporetto. 
Il adhère tôt au mouvement fasciste de Mussolini et participe à la marche sur Rome (1922). Membre du Parti national fasciste, il a un entretien avec Mussolini en 1929.
En 1934, il est l'un des fondateurs du journal La Nostra Bandiera (« Notre drapeau »), qui affirmait le soutien de Juifs italiens au nouveau régime, avait pour objectif de fasciser l'Union des communautés juives italiennes et d'éliminer politiquement les indifférents et les antifascistes. En 1936, il crée le Comitato degli Italiani di religione ebraica avec le colonel Giorgio Liuzzi (en).
Il essaie de se porter volontaire pour la Seconde guerre en Éthiopie, mais n'est pas accepté en raison de son âge. 
En dépit de ses engagements, la législation fasciste anti-juive italienne de 1938 l’oblige à vendre la banque familiale et à quitter le Parti national fasciste. Son frère Vittorio est contraint de quitter l'armée. 
Le 9 octobre 1943, alors qu'il tentait de traverser la frontière entre l'Italie et la Suisse, Ettore Ovazza est arrêté et renvoyé en Italie, où la Gestapo, sous commandement de l'Obersturmführer Gottfried Meir, l'assassine dans le sous-sol d'une école d'Intra. Sa femme Nella, son fils Riccardo (né en 1923) et sa fille Elena (née en 1928) sont peu après arrêtés et également assassinés.
Après la guerre, son assassin, Gottfried Meir, sera acquitté par un tribunal populaire autrichien (1954), condamné par le tribunal militaire de Turin (1955), mais non extradé.

## Œuvres d'Ovazza
Outre son activité entrepreneuriale et politique au sein du PNF et de la communauté juive italienne, Ettore Ovazza est l'auteur d'essais et d'œuvres littéraires mettant en lumière un profil intellectuel complexe et varié.
- Il diritto internazionale e la conflagrazione bellica. La proprietà privata, Turin, tipografia Baravalle e Falconieri, 1915
- L. Perigozzo, O bionda creatura (chant et piano), paroles de E. Ovazza, Turin, Perosino, 1915
- L'uomo e i fantocci. Verità in tre momenti, Milan, Modernissima, 1921
- Ghirlande  (lyrique), Milan, Modernissima, 1922
- In margine alla storia. Riflessi della guerra e del dopoguerra (1914-1924), préface de V. Buronzo, Turin, Casanova, 1925
- L. Perigozzo, Quattro impressioni, paroles de E. Ovazza, Bologne, Bongiovanni, 1925
- Diario per mio figlio, Turin, Sten, 1928
- Lettere dal campo (1917-1919), Turin, Casanova, 1932
- Politica fascista, Turin, Sten, 1933
- Sionismo bifronte, Rome, Pinciana, 1935
- L'Inghilterra e il mandato in Palestina, Rome, Pinciana, 1936
- Sita,  Florence, Rinascimento del libro, 1937;
- Il problema ebraico. Risposta a Paolo Orano, Rome, Pinciana, 1938
- Guerra senza sangue (Da Versaglia a Monaco), Rome, Pinciana, 1939.

## Filmographie
- Le Fascisme italien en couleurs, réalisé par Chris Oxley, Arte, 2006 (en ligne sur Dailymotion).